# Serge Janquin
Serge Janquin, né le 5 août 1943 à Bruay-en-Artois (Pas-de-Calais) et mort le 28 septembre 2024 à Divion, est un homme politique français.
Il est député de la 10e circonscription du Pas-de-Calais (1993-2017). Il fait partie du groupe socialiste.
Premier secrétaire fédéral de la fédération socialiste, il est un des soutiens majeurs de la direction nationale dans les congrès de Dijon et du Mans,.

## Mandats
- 19/03/1989 - 18/06/1995 : maire de Bruay-la-Buissière (Pas-de-Calais)
- 23/03/1992 - 28/06/1995 : vice-président du conseil régional du Nord-Pas-de-Calais
- 02/04/1993 - 21/04/1997 : député
- 25/06/1995 - 18/03/2001 : membre du conseil municipal de Bruay-la-Buissière (Pas-de-Calais)
- 25/06/1995 - 01/12/1999 : maire de Bruay-la-Buissière
- 01/06/1997 - 18/06/2002 : député
- 19/03/2001 - 16/03/2008 : membre du conseil municipal de Bruay-la-Buissière
- 2008 - 2020 : membre du conseil municipal de Bruay-la-Buissière, (Pas-de-Calais)